# Taraxacum flexile
Taraxacum flexile — вид квіткових рослин з родини айстрових (Asteraceae). Вид зростає в Європі: Швеція, Німеччина, Польща; це багаторічна рослина помірних біомів.